# 星型网

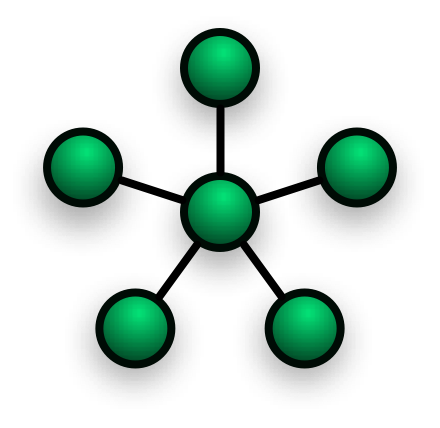
星型拓扑布局

星型拓扑（英語：Star Topology）是指网络中的各节点设备通过一个网络集中设备（如集线器或者交换机）连接在一起，各节点呈星状分布的网络连接方式。这种拓扑结构主要应用于IEEE 802.2、IEEE 802.3标准的以太网中。

## 概述
星型拓扑容易实现，但安装、维护工作量，成本较大。它所采用的传输介质一般都是采用通用的双绞线或同轴电缆。但是每个站点都要和中央网络集中设备直接连接，需要耗费大量的线缆，并且安装，维护的工作量也剧增。
星型拓扑节点扩展时只需要从集线器或交换机等集中设备中拉一条电缆即可，而要移动一个节点只需要把相应节点设备移到新节点即可。其故障诊断和隔离相對容易，一个节点出现故障不会影响其它节点的连接，可任意拆走故障节点。但 中央节点的负担较重，易形成瓶颈；而且各站点的分布处理能力较低。

## 优点
1. 网络结构简单，便于管理、维护和调试。
2. 控制简单，添加或删除某个站点非常容易。
3. 集中管理，可方便地提供服务和网络重新配置。
4. 每个站点直接连到中央节点，容易检测和隔离故障。

## 缺点
1. 线路利用率不高，一条线路只被该线路上的中央节点和一个节点使用。
2. 中央节点负荷太重，而且当中央节点产生故障时，全网将不能工作，对中央节点的可靠性和冗余度要求太高
3. 安装和维护费用高，需要大量电缆。